# Larentia nisseni
Larentia nisseni là một loài bướm đêm trong họ Geometridae.